# F-1倶楽部
『F-1倶楽部』は、レースを主体とする次原隆二による日本の少年漫画。「ジャンプ1987年Winter Special」（集英社）に掲載された。また、本作を表題作とする短編集『次原隆二短編集1 F-1倶楽部』が1988年7月15日第一刷発行。 ISBN 4-08-871263-3

## 概要
短編集については、表題作の他に『メカドック』の読み切2本ともう1作のストーリーが収録されている。

## あらすじ
私立フリーダム学院『F-1倶楽部』の主人公・轟 瞬也が幻のF-1ドライバーであった父の夢をついで日本人初のF-1ドライバーと呼ばれる中山 悟（モデルは中嶋悟）と勝負をするまでの物語。
- 主に登場した車両
  - トヨタ・スプリンタートレノ（AE86型・ハチロク）トヨタ・AE86の項も参照。
  - ホンダ・RA273

## 登場人物
轟瞬也（とどろき しゅんや）
主人公。父はかつてF-1レーサーとなるはずの人物だったが本田技研工業のF-1一時撤退の煽りで実現しなかった。